# Мамиконян, Сергей Вартанович
Сергей Вартанович Мамиконян (1908—1987) — советский учёный в области ядерного приборостроения, лауреат Государственной премии СССР (1973).

## Биография
Родился 20 мая 1908 г. в г. Шуша (ныне в Шушинском районе Азербайджана). С 1922 г. работал учеником токаря и токарем.
Окончил МВТУ (1933), инженер-механик. В 1932—1934 гг. служил в РККА.
Во время Великой Отечественной войны работал в Наркомате вооружения.
С 1946 г. начальник 2-го отдела, затем начальник 10-го главного управления в Министерстве промышленности средств связи.
В 1953—1961 гг. первый директор ЦКБ-1 (СНИИП, создание измерительных приборов для атомной науки и промышленности).
В 1961—1975 гг. первый директор ВНИИРТ (Всесоюзный научно-исследовательский институт радиационной техники, с 1989 — НИИТФА).
Кандидат технических наук (1961), доктор технических наук (1970). Автор (соавтор) монографий:
- Аппаратура и методы флуоресцентного рентгенорадиометрического анализа [Текст] / С. В. Мамиконян. — Москва : Атомиздат, 1976. — 279 с. : ил.; 20 см.
- Современные методы и аппаратура рентгенорадиометрического анализа [Текст] / [С. В. Мамиконян, В. Г. Лабушкин, В. П. Варварица и др.] ; Всесоюз. науч.-исслед. ин-т физ.-техн. и радиотехн. измерений, Всесоюз. науч.-исслед. ин-т радиац. техники. — Москва : ВНИИКИ, 1975. — 80 с.; 21 см.
- Радиоизотопная дефектоскопия (методы и аппаратура). А. Н. Майоров, С. В. Мамиконян, Л. И. Косарев, В. Г. Фирстов. М.: Атомиздат, 1976. — 208 с.

Лауреат Государственной премии СССР (1973). Награждён орденами Ленина, Трудового Красного Знамени, тремя орденами «Знак Почета», орденом Красной Звезды и медалями, знаком «Почётный радист СССР» (1958).